# Gibbicepheus waterhousei
Gibbicepheus waterhousei är en kvalsterart som beskrevs av Balogh och Sandór Mahunka 1978. Gibbicepheus waterhousei ingår i släktet Gibbicepheus och familjen Carabodidae. Inga underarter finns listade i Catalogue of Life.